# عصب حنكي صغير
العَصَبُ الحَنَكِيُّ الصَّغير أو العَصَبُ الحَنَكِيُّ الخَلْفِيّ (بالإنجليزية:Lesser Palatine Nerve)، هو إحدى الأعصاب الحنكية التي تمتد عبر الثُّقْبَةُ الحَنَكِيَّةُ الكَبيرَة وتنبثق من الثُّقَبُ الحَنَكِيَّةُ الصَّغيرَة. وهو أحد فروع عصب الفك العلوي ولديه تفرعات أنفية تُغذي جوف الأنف.
ويُغذي كُلاً من الحنك الرخو، اللوزة واللهاة.

## الروابط الخارجية
- درسٌ تشريحي حول lesson9 مُعدٌ بواسطة ويسلي نورمان (جامعة جورجتاون).
- درسٌ تشريحي حول cranialnerves مُعدٌ بواسطة ويسلي نورمان (جامعة جورجتاون). (V)
- GrossAnatomy/h_n/cn/cn1/cnb2.htm في موقع (MedEd) التابع لجامعة لويولا.